# Ana Bustorff
Ana Maria Brito Bustorff Guerra (Porto, 15 de novembro de 1959) é uma actriz portuguesa.

## Biografia
Filha de José Maria Bustorff Guerra (1927 - ?), neto paterno de António Nogueira Mimoso Guerra, trineto de João Crisóstomo de Abreu e Sousa, 5.º neto do 5.º Visconde com Grandeza de Asseca e ?.º Almotacé-Mor do Reino e sobrinho-7.º-neto do 1.º Conde de Lavradio e 1.º Marquês de Lavradio de juro e herdade e 1.º Conde de Avintes de juro e herdade e descendente de Alemães, Holandeses e Italianos, e de sua mulher Maria Manuela de Oliveira Brito e irmã de Maria João Brito Bustorff Guerra (4 de Novembro de 1967).
Frequentou o Liceu Nacional Garcia de Orta, no Porto. Antes de seguir a carreira de actriz, queria ser bióloga e chegou a frequentar o 1.º ano de Biologia na Faculdade de Ciências da Universidade do Porto.
Ana Bustorff recebeu dois Globos de Ouros para "Melhor Atriz" na categoria "Cinema", nas edições de 1999 e de 2000. Foi nomeada para "Melhor Atriz" na categoria "Teatro" para os Globos de Ouro de 2015 pela peça Coriolano.
É divorciada e tem um filho.

## Teatro
| Ano  | Título                                                                           | Companhia/Grupo | Ref.  |
| ---- | -------------------------------------------------------------------------------- | --- | ----- |
| 1978 | A Queda d'um Anjo                                                                | Seiva Trupe | [ 5 ] |
| 1978 | O Conde de Novion                                                                | Seiva Trupe | [ 5 ] |
| 1979 | Yerma                                                                            | TEP - Teatro Experimental do Porto | [ 5 ] |
| 1980 | A Cheia                                                                          | Cena - Companhia de Teatro de Braga | [ 5 ] |
| 1981 | Ei lá! Você Exagera!                                                             | Cena - Companhia de Teatro de Braga | [ 5 ] |
| 1985 | Auto da Índia                                                                    | Cena - Companhia de Teatro de Braga | [ 5 ] |
| 1985 | A Menina Júlia                                                                   | Cena - Companhia de Teatro de Braga | [ 5 ] |
| 1987 | Suppappos, Tacholetas, Pontapés e etc.                                           | Cena - Companhia de Teatro de Braga | [ 5 ] |
| 1987 | Fantásio                                                                         | Cena - Companhia de Teatro de Braga | [ 5 ] |
| 1988 | Com a Arma de Bogart                                                             | Cena - Companhia de Teatro de Braga | [ 5 ] |
| 1988 | Frei Luís de Sousa                                                               | CTB - Companhia de Teatro de Braga | [ 5 ] |
| 1988 | O Teatro ou a Vida                                                               | CTB - Companhia de Teatro de Braga | [ 5 ] |
| 1989 | O Arquicoiso                                                                     | CTB - Companhia de Teatro de Braga | [ 5 ] |
| 1990 | A Dança do Sargento Musgrave                                                     | CTB - Companhia de Teatro de Braga | [ 5 ] |
| 1991 | A Dama do Mar                                                                    | CTB - Companhia de Teatro de Braga | [ 5 ] |
| 1992 | Os Mistérios de Chester - O Velho e o Novo Testamento/ The Chester Mystery Plays | Seiva Trupe, Cena - Companhia de Teatro de Braga, CENDREV - Centro Dramático de Évora, London Theatre Ensemble (Reino Unido)                                                                             | [ 5 ] |
| 1992 | A Guia                                                                           | CTB - Companhia de Teatro de Braga | [ 5 ] |
| 1993 | Os Jogos de Noite                                                                | Casa Conveniente | [ 5 ] |
| 1993 | Dàmabrigo                                                                        | CTB - Companhia de Teatro de Braga | [ 5 ] |
| 1993 | Desastres                                                                        | | [ 5 ] |
| 1994 | Esta Noite Improvisa-se                                                          | «Culturgest» | [ 5 ] |
| 1995 | Despir a que Está Nua                                                            | «Teatro Nacional D. Maria II [companhia]» | [ 5 ] |
| 1996 | Edmond                                                                           | TNDMII - Teatro Nacional D. Maria II [companhia] | [ 5 ] |
| 1998 | O Céu de Sacadura                                                                | «Teatro Nacional D. Maria II [companhia]», «Expo'98» | [ 5 ] |
| 1999 | Elo (Moç+amor, parte 3)                                                          | | [ 5 ] |
| 2001 | O Magnífico Reitor                                                               | «INATEL - Instituto Nacional para Aproveitamento dos Tempos Livres dos Trabalhadores» | [ 5 ] |
| 2004 | O ABC da Mulher                                                                  | «Magníficas Produções» | [ 5 ] |
| 2005 | A Casa de Bernarda Alba                                                          | «SLTM - São Luiz Teatro Municipal» | [ 5 ] |
| 2006 | 1755 - O Grande Terramoto                                                        | «Teatro da Trindade - INATEL» | [ 5 ] |
| 2007 | Sonata de Outono                                                                 | Escola de Mulheres - Oficina de Teatro | [ 5 ] |
| 2009 | Concerto "à la Carte" [monólogo]                                                 | CTB - Companhia de Teatro de Braga | [ 5 ] |
| 2009 | Emilia Galotti                                                                   | Cão Danado & Companhia | [ 5 ] |
| 2012 | Trilogia Oresteia (Agamémnon, Coéforas e Euménides)                              | CTB - Companhia de Teatro de Braga | [ 5 ] |
| 2013 | Cada Sopro                                                                       | Colectivo 84 | [ 5 ] |
| 2014 | Coriolano                                                                        | «TNSJ - Teatro Nacional S. João», «Ao Cabo Teatro», «Teatro Nacional D. Maria II», «ACE - Academia Contemporânea do Espectáculo/ Teatro do Bolhão», «Teatro Viriato», «CCVF - Centro Cultural Vila Flor» | [ 5 ] |
| 2014 | Um Picasso                                                                       | CTB - Companhia de Teatro de Braga | [ 5 ] |
| 2014 | A Abóbada Não Caiu, a Abóbada Não Cairá                                          | «A Kind of a Black Box» | [ 5 ] |
| 2014 | Pocilga                                                                          | Colectivo 84 | [ 5 ] |
| 2015 | Pasolini Is Me (performance)                                                     | «Grupo de Teatro "Murmuriu"», «Festival Temps d'Images», «Colectivo 84» | [ 5 ] |

## Televisão
| Ano         | Projeto                        | Papel                              | Notas                 | Canal |
| ----------- | ------------------------------ | ---------------------------------- | --------------------- | ----- |
| 1978        | O Viajante                     | Ana Maria Guerra                   | Elenco Principal      | RTP1  |
| 1980        | Xarope de Orgiata              | Alda                               | Elenco Principal      | RTP1  |
| 1980        | Yerma                          | Dolores                            | Elenco Principal      | RTP1  |
| 1981        | Um Táxi na Cidade              | Garota                             | Pequena Participação  | RTP1  |
| 1987        | Histórias Quase Clínicas       | Glória                             | Pequena Participação  | RTP1  |
| 1994        | Sozinhos em Casa               | Lúcia                              | Pequena Participação  | RTP1  |
| 1994        | Desculpem Qualquer Coisinha    | Maria de Fátima                    | Elenco Principal      | RTP1  |
| 1995        | Tudo ao Molho e Fé em Deus     | Carla                              | 12 episódios          | RTP1  |
| 1996        | A Mulher do Senhor Ministro    | Zezinha                            | Pequena Participação  | RTP1  |
| 1996 - 1997 | Pensão Estrela                 | Amélia                             | Elenco Principal      | SIC   |
| 1997        | Os Malucos do Riso             | Vários Papéis                      | Pequena Participação  | SIC   |
| 1997        | Médico de Família              | Vanessa                            | Pequena Participação  | SIC   |
| 1997        | Polícias                       | Vítima                             | Pequena Participação  | RTP1  |
| 1998        | Solteiros                      | Helena «Lena»                      | Elenco Principal      | RTP1  |
| 1998 - 1999 | Polícias à Solta               | Oficial Fidélia                    | Elenco Principal      | RTP1  |
| 1999        | Uma Casa em Fanicos            | Patrícia                           | Elenco Adicional      | RTP1  |
| 1999        | Diário de Maria                | Vitória                            | Elenco Adicional      | RTP1  |
| 1999 - 2000 | A Lenda da Garça               | Mariana Bessa Faria de Castro      | Elenco Principal      | RTP1  |
| 1999 - 2001 | O Fura-Vidas                   | Isabel                             | Elenco Principal      | SIC   |
| 2001 - 2002 | A Minha Família É uma Animação | Luísa                              | Elenco Principal      | SIC   |
| 2002        | A Minha Sogra É uma Bruxa      | Rute Rossana «Roxane» Pereira      | Elenco Principal      | SIC   |
| 2003        | Maré Alta                      | Passageira                         | Participação Especial | SIC   |
| 2004 - 2006 | O Jogo                         | Paula Trigo                        | Elenco Principal      | SIC   |
| 2004        | Inspector Max                  | Laura                              | Elenco Principal      | TVI   |
| 2005        | João Semana                    | Maria da Fonte                     | Elenco Principal      | RTP1  |
| 2005        | Pedro e Inês                   | Beatriz de Castela                 | Elenco Principal      | RTP1  |
| 2006- 2007  | Paixões Proibidas              | Rita de Azevedo                    | Elenco Principal      | RTP1  |
| 2007        | Nome de Código: Sintra         | Isabel                             | Elenco Principal      | RTP1  |
| 2008        | Liberdade 21                   | Fernanda                           | Elenco Adicional      | RTP1  |
| 2008        | Resistirei                     | Eva Santoro                        | Elenco Principal      | SIC   |
| 2009        | Um Lugar para Viver            | Deolinda                           | Elenco Principal      | RTP1  |
| 2009        | Equador                        | Maria Luísa                        | Elenco Principal      | TVI   |
| 2011 - 2012 | Morangos com Açúcar            | Luísa Mota Soares                  | Elenco Principal      | TVI   |
| 2011        | Velhos Amigos                  | Suzete                             | Elenco Adicional      | RTP1  |
| 2011        | Voo Direto                     | Luísa                              | Elenco Adicional      | RTP1  |
| 2013        | Hotel Cinco Estrelas           | Cristina                           | Elenco Adicional      | RTP1  |
| 2013        | Bem-Vindos a Beirais           | Alicia Fortunato                   | Elenco Adicional      | RTP1  |
| 2014        | Mulheres de Abril              | Ana Silva Guedes                   | Protagonista          | RTP1  |
| 2014 - 2015 | Jardins Proibidos              | Laura Sarmento                     | Elenco Adicional      | TVI   |
| 2016        | A Única Mulher                 | Rosa                               | Elenco Adicional      | TVI   |
| 2016        | Aqui Tão Longe                 | Beatriz                            | Elenco Adicional      | RTP1  |
| 2016 - 2017 | Donos Disto Tudo               | Vários Papéis                      | Atriz Convidada       | RTP1  |
| 2017        | Inspetor Max                   | Laura                              | Participação Especial | TVI   |
| 2019        | Golpe de Sorte                 | Madre Rosário                      | Elenco Principal      | SIC   |
| 2020        | Quer o Destino                 | Elvira de Jesus Fonseca dos Santos | Elenco Principal      | TVI   |
| 2021        | Bem me Quer                    | Luísa                              | Elenco Adicional      | TVI   |
| 2021        | Para Sempre                    | Fátima                             | Participação Especial | TVI   |
| 2022        | Festa É Festa                  | Ela própria, no papel de Corcovada | Atriz Convidada       | TVI   |
| 2022        | Lua de Mel                     | Guadalupe Ruiz                     | Elenco Principal      | SIC   |
| 2023        | Cavalos de Corrida             | Mãe de Glória                      | Elenco Adicional      | RTP1  |
| 2023        | Contado Por Mulheres           | Amparo                             | Elenco Principal      | RTP1  |
| 2024        | Cacau                          | Lola                               | Participação Especial | TVI   |
| 2024        | Irreversível                   | Marta                              | Elenco Principal      | RTP1  |
| 2024        | O Americano                    | Betty                              | Elenco Principal      | RTP1  |
| 2025        | A Herança                      | Amélia Viana                       | Elenco Principal      | SIC   |

## Cinema
| Ano  | Filme                        | Ref.  |
| ---- | ---------------------------- | ----- |
| 1987 | Agosto                       | [ 6 ] |
| 1992 | Terra Fria                   | [ 6 ] |
| 1994 | Manual de Evasão             | [ 6 ] |
| 1995 | Adão e Eva                   | [ 6 ] |
| 1995 | O Mundo Desbotado            | [ 6 ] |
| 1996 | Dois Dragões                 | [ 6 ] |
| 1997 | Alta Saciedade               | [ 6 ] |
| 1997 | Tentação                     | [ 6 ] |
| 1997 | Elas                         | [ 6 ] |
| 1998 | Sapatos Pretos               | [ 6 ] |
| 1998 | Zona J                       | [ 6 ] |
| 1999 | Inferno                      | [ 6 ] |
| 1999 | Longe                        | [ 6 ] |
| 1999 | 14 Segundos e Um Tico        | [ 6 ] |
| 2000 | Facas e Anjos                | [ 6 ] |
| 2000 | As Terças da Bailarina Gorda | [ 6 ] |
| 2000 | Noites                       | [ 6 ] |
| 2001 | O Segredo                    | [ 6 ] |
| 2002 | A Bomba                      | [ 6 ] |
| 2002 | Crónica Feminina             | [ 6 ] |
| 2003 | Portugal S.A.                | [ 6 ] |
| 2005 | O Crime do Padre Amaro       | [ 6 ] |
| 2005 | Alice                        | [ 6 ] |
| 2005 | O Fatalista                  | [ 6 ] |
| 2012 | Tejo                         | [ 6 ] |
| 2017 | Fátima - Caminhos da Alma    | [ 6 ] |
| 2018 | Ruth                         | [ 6 ] |